# Rabensteiner zu Döhlau

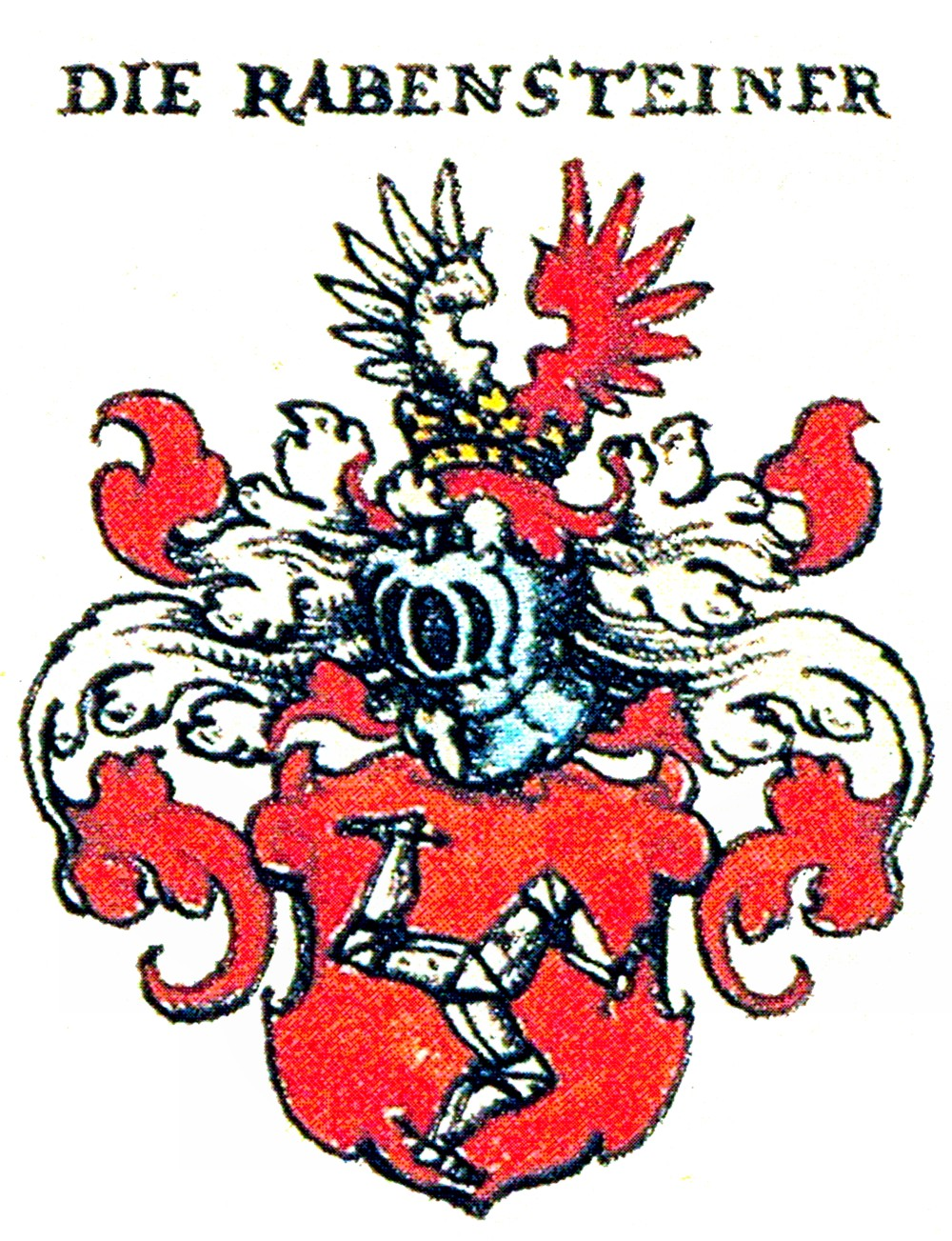
Wappen der Rabensteiner zu Döhlau nach Siebmachers Wappenbuch, 1605

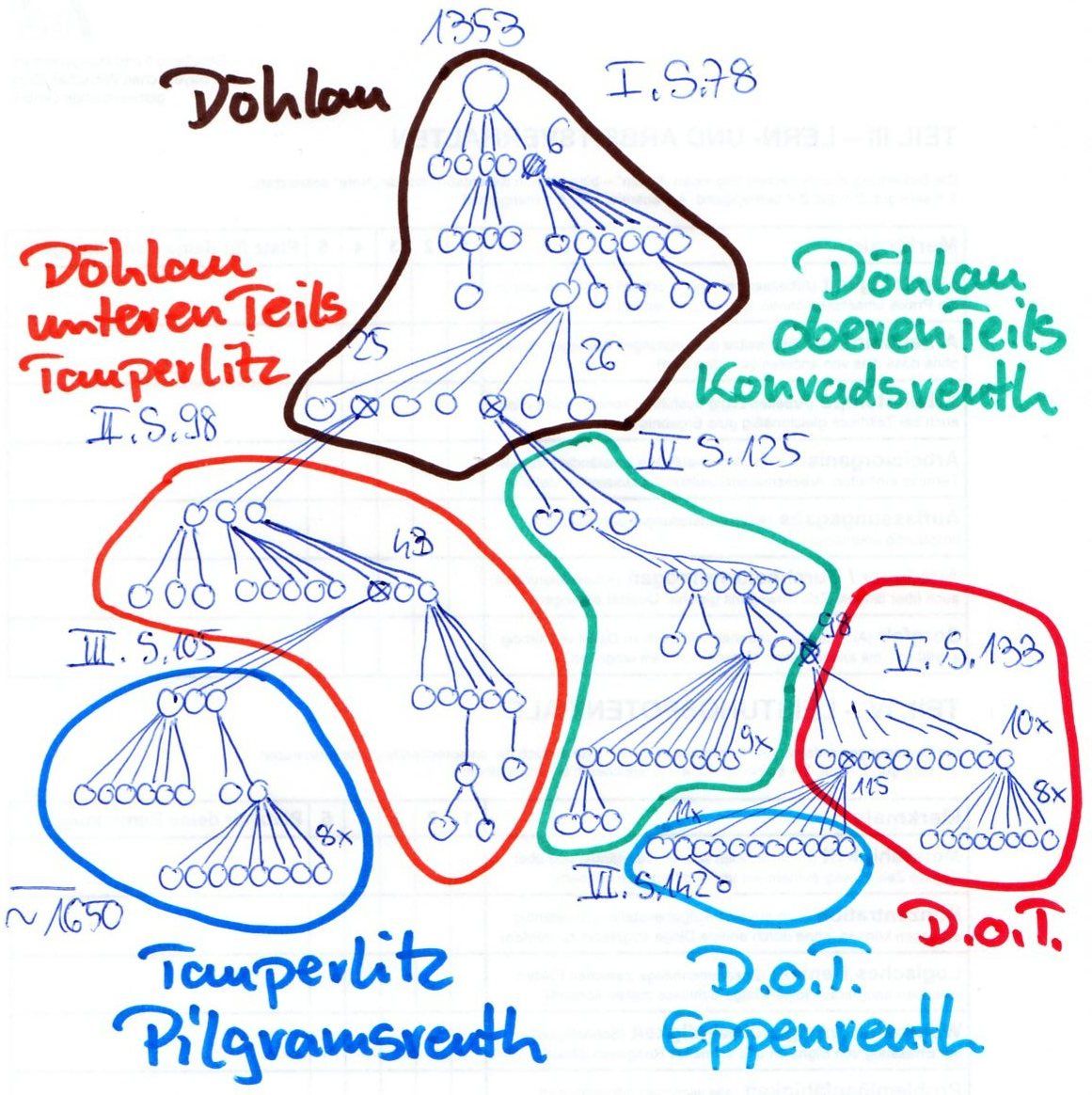
Überblick über das Geschlecht der Rabensteiner zu Döhlau mit allen Linien nach Dobeneck

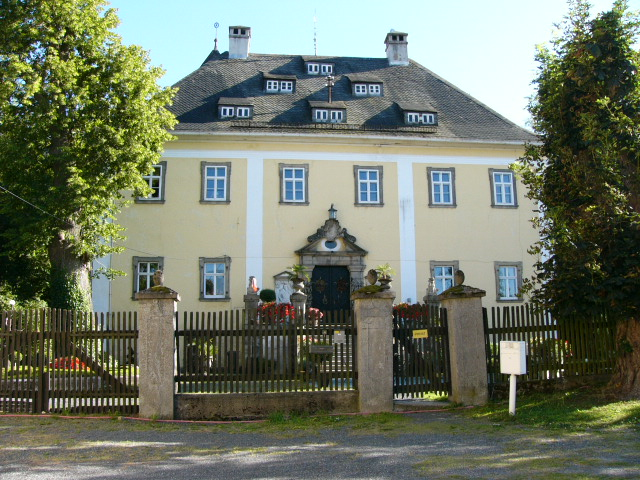
Döhlauer Schloss

Die Familie der Rabensteiner zu Döhlau war ein uradeliges fränkisches Adelsgeschlecht.

## Geschichte
Der Familienzweig der Rabensteiner zu Döhlau tauchte im Gefolge der Vögte von Weida als Ministeriale im fränkischen Raum auf. Döhlau im Bayerischen Vogtland, auch Regnitzland genannt, ist heute eine Gemeinde im Landkreis Hof in Oberfranken. Die Rabensteiner saßen seit 1390 bis zu ihrem Aussterben 1643 auf dem Schloss Döhlau. Zwei Grabplatten von Familienmitgliedern aus den Jahren 1618 und 1620 befinden sich in St. Peter und Paul Döhlau, eine weitere ist am Schloss angebracht.
Der Hauptstamm der Familie der Rabensteiner zu Döhlau trennte sich um 1500 in die Linie Döhlau unteren Teils, die sich in Tauperlitz (siehe auch Turmhügelburg Tauperlitz) und Pilgramsreuth weiterentwickelte, und die Linie Döhlau oberen Teils, der vorübergehend das Schloss Konradsreuth und später ein Sitz in Eppenreuth gehörte. Die Linien sind Mitte des 17. Jahrhunderts ausgestorben.
Die Rabensteiner sind außerdem in folgenden Orten mit Besitzungen nachweisbar: Kirchenlamitz, Weißenstadt, Losau, Mißlareuth, Kühlenfels, Rodau, Horenbach und „zu Prag“.
Sie gehörten auch, wie der Ordensmarschall Heinrich Rabensteiner, zum Deutschen Orden und bekleideten verschiedene Ämter; Anfang des 16. Jahrhunderts waren sie mehrfach Amtmänner vom Epprechtstein. Erster Epprechtsteiner Amtmann des Geschlechts war Konrad Rabensteiner zu Döhlau, dem seine Söhne Melchior, Asmus und Balthasar im Amt folgten; auch ein vierter Sohn Alexander wird teilweise in der Literatur als Amtmann geführt.

## Übersicht über die verwandten Geschlechter
Nach dem Genealogen Alban von Dobeneck waren die folgenden Familien mit den Rabensteinern zu Döhlau verwandt: Beulwitz, Bibra, Brand zu Bodenstein, Brandt (Brand), Draxdorf, Egloffstein, Feilitzsch, Geuder von Heroldsberg, von Schwarzrock, von der Grün, Hirschberg, Könitz, Kotzau, Lüchau, Machwitz, Minkwitz, von der Mosel, Obernitz, Raab, Rabenstein, Raitenbach, Reipperg, Reitzenstein, Rosenberg, Schirnding, Schweinshaupten, Singer von Mossau, Sparneck, Stange, Teuffel von Birkensee, Trützschler, Waldenfels, Wildenstein, Zedtwitz

## Wappen
Das Wappen der Rabensteiner zu Döhlau zeigt drei im Dreipass gestellte geharnischte silberne Beine auf rotem Grund. Dieses Element befindet sich auch im Gemeindewappen von Döhlau. Die Helmdecken sind rot und silbern. Die gekrönte Helmzier besteht aus einem offenen Flug.
Eine Linie der Geuder von Heroldsberg vereinigte Namen und Wappen mit denen der Rabensteiner zu Geuder genannt Rabensteiner: Das Geschlecht der Rabensteiner zu Döhlau war 1643 im Mannesstamm erloschen. Anna Elisabeth Rabensteiner zu Döhlau hatte am 1. Mai 1649 Hans Philipp Geuder geheiratet und später ihren Namen auf ihre Stiefkinder (Kinder ihres Ehemannes aus dessen früherer Ehe) als von Geuder genannt Rabensteiner übertragen.

## Persönlichkeiten
- Heinrich Rabensteiner zu Döhlau, Ordensmarschall des Deutschen Ordens
- Konrad Rabensteiner zu Döhlau († 1521), Amtmann vom Epprechtstein in Brandenburg-Kulmbach
- Melchior Rabensteiner zu Döhlau († vor 1534), Berater des Hochmeisters Albrecht von Brandenburg und Amtmann vom Epprechtstein